# 天皇神社 (大津市)
天皇神社（てんのうじんじゃ）とは滋賀県大津市にある神社である。

## 地理
JR和邇駅から南西へ約1.1 km（キロメートル）に位置し、徒歩10分。龍華越（現在の滋賀県道311号途中志賀線）の沿道にある。湖西道路（国道161号）和邇ICから約5分。

## 歴史
966年（康保3年）に八坂神社の牛頭天王を奉還し、「和邇牛頭天皇社」と名乗ったのが始まりとされている。創祀は鎌倉後期と伝えられている。1876年（明治9年）に現在の名称になった。この時に村社となる。

## 境内
本殿は1324年（正中元年）に建立されたもので、重要文化財に指定されている。この本殿は滋賀県内に3棟のみの切妻造である（ほかは小野篁神社・小野道風神社でみられる）。切妻造の母屋に向拝をつけた本殿が3棟ある形式は全国的にも珍しい。創建当時の特徴として蟇股の輪郭が残る。屋根は檜皮葺である。
境内社として樹下神社・三宮神社・若宮神社などの社殿が建てられ、江戸時代に和邇荘を形成していた村々の産土神を祀っている。
そのほか、境内には室町時代のものと考えられる石造法塔や層塔が残る。

## 例祭
天皇神社の例祭は「和邇祭り」と呼ばれ、「五カ祭」と呼ぶこともある。和邇中を中心に、南浜・中浜・北浜・今宿・高城の各地区出身の神役によって行われる。南浜地区では祭礼日の早朝に木元神社から天皇神社へ神役たちが向かい、午後からは他の地域の神輿が湖岸の旅所まで渡御する。
起源は織田信長による比叡山焼き討ちで日吉大社の神輿が天皇神社に逃れてきたものとされ、神輿の返納を巡って争いが起きたことがある。かつては毎年5月8日に行われてきたが、現在では休日の都合から毎年5月第2日曜日に行われている。